# Catedral metropolitana de Toluca
La Catedral metropolitana de Toluca, es el templo católico levantado sobre lo que fue el convento franciscano de la Asunción. Está ubicada en el centro de la ciudad de Toluca de Lerdo al sur de la Plaza de Los Mártires. La Iglesia Catedral de Toluca de Lerdo es la sede, y la cátedra del arzobispo de la Arquidiócesis de Toluca.
Este recinto catedralicio fue erigido bajo el protección y patronazgo de San José de Nazaret que al mismo tiempo es santo patrón de la ciudad.

## Antecedentes

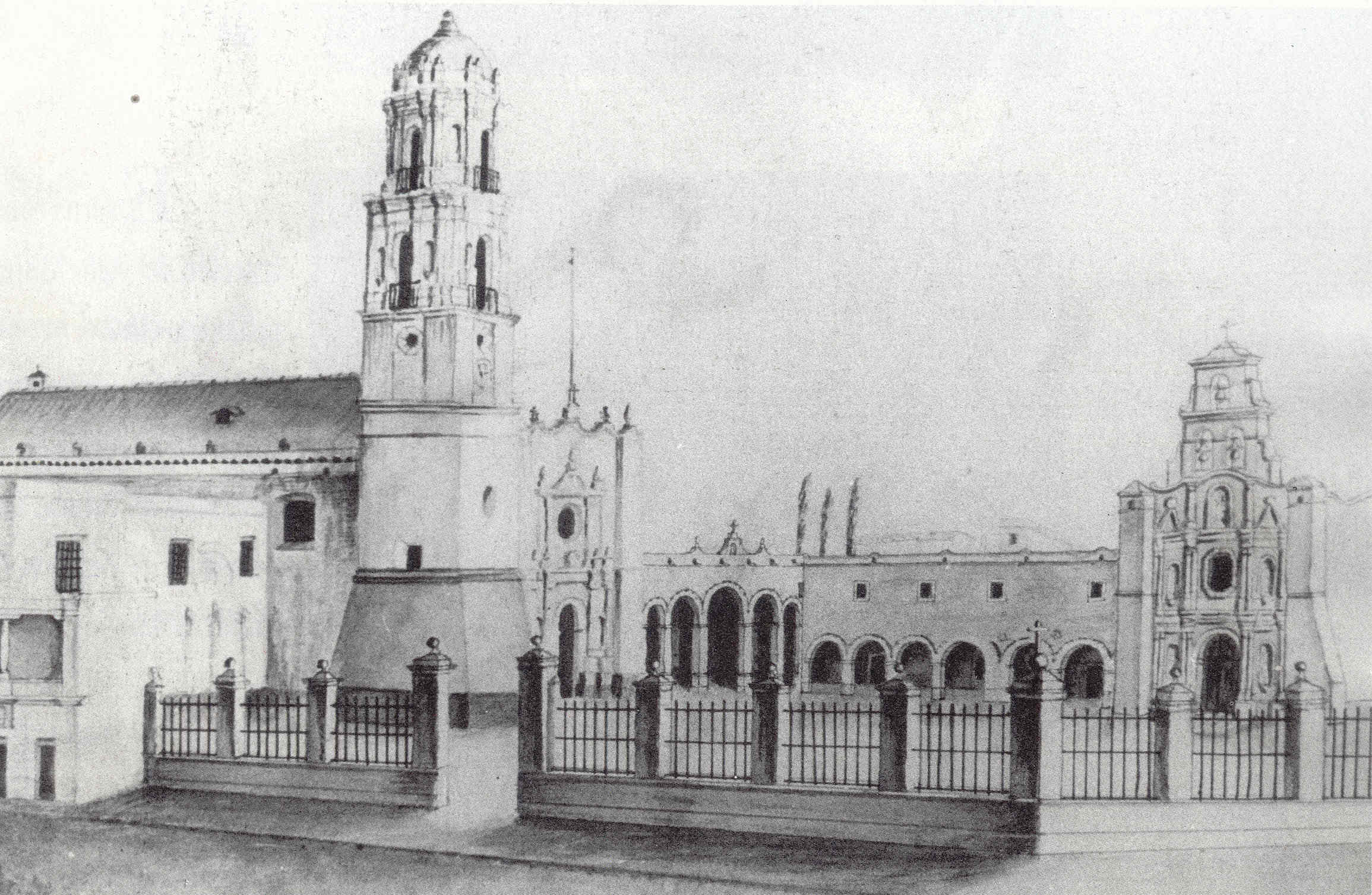
Litografía del complejo Conventual de la Asunción de María este dibujo fue realizado aproximadamente 10 años después de que se demoliera el convento.

Después de la conquista, a mediados del siglo XVI, la orden de los franciscanos levantó el convento de la Asunción de María en la antigua Tollocan'. Este, fue utilizado por la orden para dedicarse a la evangelización en el lugar.
Ya para el año de 1867, debido al lamentable estado que presentaba el inmueble, y con el aumento de la población de Toluca, se decide demolerlo y, sobre la base de los planos presentados por el arquitecto Ramón Rodríguez Arangoiti, se inicia la construcción del nuevo edificio, el cual sería realizado en estilo neoclásico.
El avance de las obras fue lento y no se retomaron hasta casi un siglo después, después de que el papa Pío XII crease en 1950 la diócesis de Toluca (con una catedral provisional, la parroquia del templo de la Tercera Orden) y eso estimuló las obras. En el año de 1951, bajo la dirección del arquitecto Vicente Mendiola Quezada, quien retoma las obras y se respeta el mismo estilo original, aunque con algunas modificaciones.
Dos figuras son dignas de mención aquí: Fray Buenaventura Merlín, como iniciador de las obras de la Catedral de Toluca y el primer Obispo de la Diócesis de Toluca, Mons. Arturo Vélez Martínez, impulsor y animador de la obra hasta su consagración el 11 de abril del año de 1978.

## Descripción del edificio

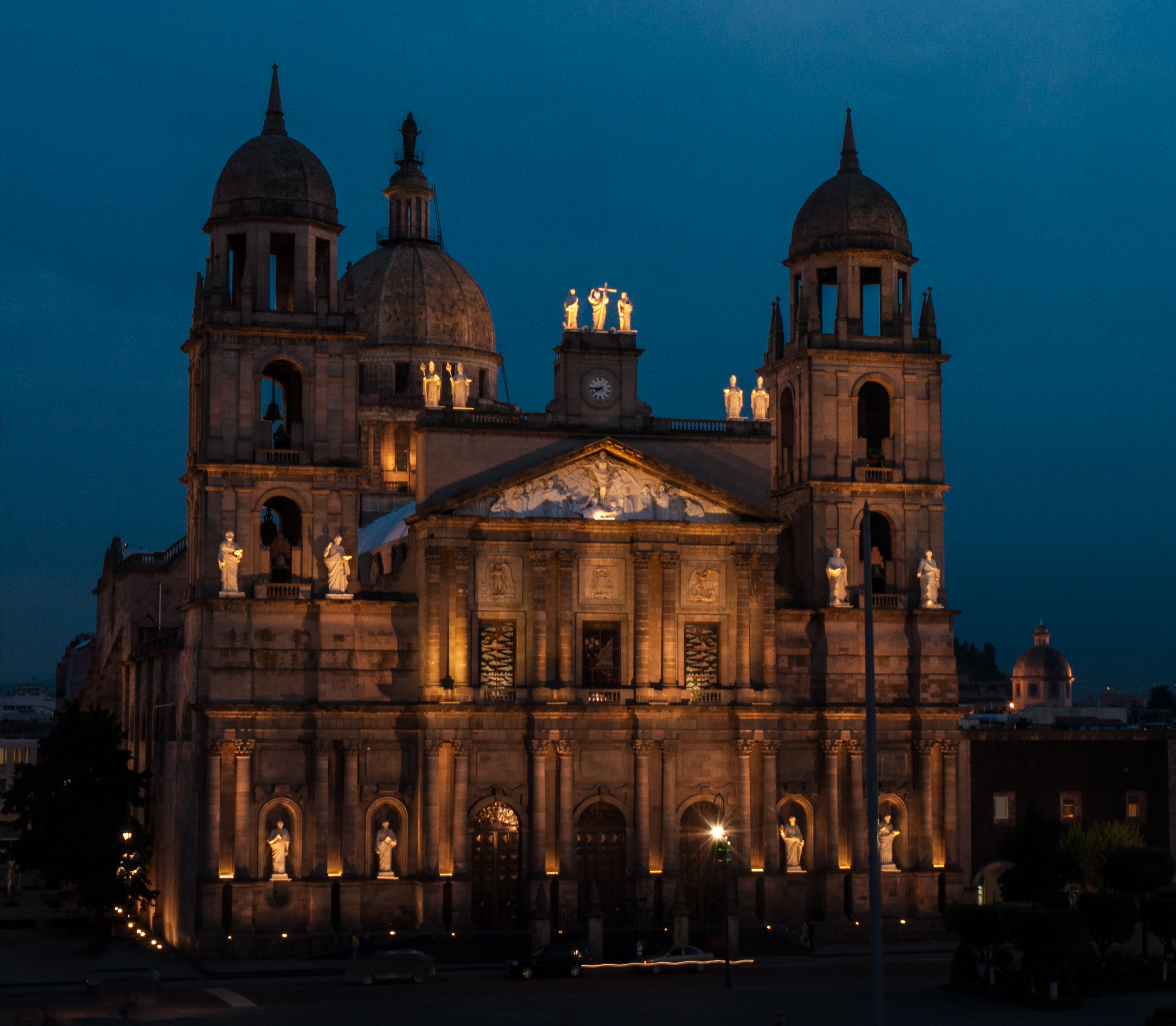
Vista nocturna de la catedral

La catedral tiene planta basilical con una orientación en donde su fachada principal mira hacia el norte y su parte trasera hacia el sur, consta de cinco naves, las dos de los extremos dedicadas a las capillas, que suman diez en total, otras dos entre la nave principal y las capillas se utilizan como pasillos que dan acceso a las capillas por último la nave mayor que es más alta que las demás y es la que lleva directo hacia el altar. Sobre el crucero se levanta la cúpula, que es de doble tambor, y cuenta con linternilla, sobre la que se erige la imagen de San José, Santo patrono de la ciudad. en la parte frontal tiene un fachada de estilo neoclásico además de dos torres, las cuales constan de tres cuerpos coronados por cupulillas.

### Exterior de la catedral

#### Fachada principal
La fachada es de estilo neoclásico a los pies de la fachada tiene escaleras para poder ingresar a la catedral la fachada cuenta con dos cuerpos que remata con un frontón y con un reloj.
El primer cuerpo cuenta, con ocho pares de columnas de orden corintio que tienen pedestales, fustes y capiteles; un entablamento remata los capiteles. Los cuatro pares de columnas de en medio guardan tres puertas de madera en forma de arco de medio punto; a los lados de las puertas hay cuatro nichos 2 de cada lado con imágenes de los apóstoles: Santiago el Mayor, San Pablo, San Pedro y San Felipe (obra de Juan Ramírez Fajardo).
El segundo cuerpo, tiene cuatro pares de columnas y enmarcan tres ventanas las cuales tienen vitrales siendo el de en medio el de; Santa Cecilia (reproducción de Jan Van Eyck) y coros de ángeles (obra de Honorato Aguilera). Sobre las ventanas hay tres relieves: San Miguel, el escudo del Primer Obispo de Toluca y San Rafael.
El frontón, remata este conjunto con la escena en relieve de la Ascensión de Cristo al Cielo (obra del escultor Juan Ramírez Fajardo). Al centro, coronado con la caja del reloj y por encima, tres esculturas alegóricas a las virtudes teologales: Fe, Esperanza y Caridad; a los lados de la caja del reloj hay cuatro esculturas monumentales situadas sobre la balaustrada que son de doctores de la Iglesia; San Gregorio Nacianceno, San Atanasio, San Basilio y San Juan Crisóstomo.
Las torres campanario, originalmente no se contemplaron en los proyectos; con el tiempo se diseñaron. Posee dos torres gemelas que sirven de campanario con tres cuerpos cada una, además de estar coronadas por un cupulillas cada una.; los dos primeros cuerpos de forma cúbica y donde existen campanas; el último es octagonal y en lo alto, como remate, el capulín. Sobre la cornisa al pie de la torres, hay cuatro estatuas que son de los evangelistas; San Mateo, San Marcos, San Lucas y San Juan, todo ello es de cantera natural, siendo los canteros Zenaido Flores y del Sr. Pacheco. Las esculturas, como todas las que hay en Catedral, son obra del artista Juan Ramírez Fajardo.

#### Fachadas laterales
Destacan por la sencillez que les característica: sólo ventanas de medio punto, que favorecen el paso de la luz a las capillas del interior de Catedral; pero la fachada oriente tiene dos puertas de madera coronadas por un frontón sin adorno dan acceso a lo que es el atrio que limita con la hoy plaza Fray Andrés de Castro; la del lado poniente, dos puertas de medio punto dan acceso al Portal Reforma; lo demás lo rodea el Portal.

### Interior de la catedral

#### Nártex
Que es un espacio para prepararse al recogimiento, le separan de la nave principal, columnas pareadas, coronadas con capiteles compuestos. Que en 1999 se colocaron vitrales claros, obra del Arq. Ramón López: donde los vitrales tienen las imágenes al centro, de la Sagrada Familia; a la derecha, Cristo Resucitado y en cuatro óvalos están figuras de los evangelistas: Mateo, Marcos, Lucas y Juan; a la izquierda, está Moisés, a quien en cuatro óvalos le rodean los cuatro grandes profetas del Antiguo Testamento: Isaías, Jeremías, Ezequiel y Daniel.
En el lateral izquierdo, la mano del Padre Dios que arroja la semilla; en el lateral derecho, el Espíritu Santo que ha hecho fecunda la semilla y los dones que se sitúan sobre la Catedral, centro de la vida diocesana.

#### Coros
Sobre el nártex, dos coros: el inferior es iluminado por tres vitrales alusivos a santa Cecilia y a coros angélicos, obra de Honorato Aguilera, reproduciendo una obra del pintor Flamenco Juan Van Eyck. El órgano traído de Canadá se estrenó en 1978.
El coro superior con tímpano tiene una pintura alusiva a Pentecostés, obra del señor Juan Ramírez. Ambos coros son separados por una balaustrada, misma que existe a lo largo del ambulatorio superior de Catedral.

#### Naves

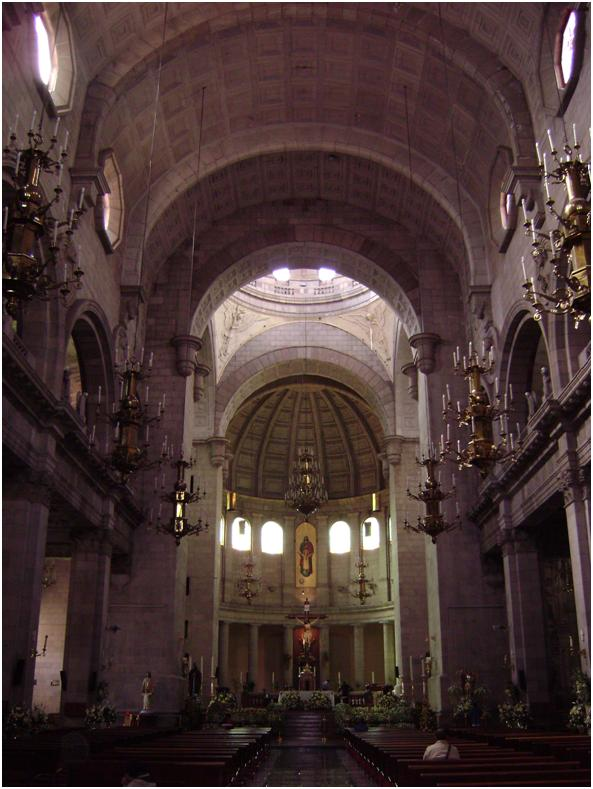
Interior de la nave principal

La Catedral tiene planta de cruz latina, con tres naves centrales y dos laterales que corresponden a diez capillas (cinco de cada lado). De largo cuenta con; 90 metros y de ancho 45 metros; la cúpula alcanza 67 metros de altura.
Las naves cubiertas con bóveda de cañón, dividida por arcos, y tienen casetones; en los brazos del crucero, la bóveda es de crucería, el ábside cubierto con una semicúpula.
La luz entra por los vitrales, ventanas y por los ojos del buey; en las capillas hay campanas de arco de medio punto en la parte superior.
Hay once candelabros, uno en la parte central de la cúpula.
Los vitrales de la nave mayor, corresponden, a la izquierda: Papa Pío XII (erigió la Diócesis) y su escudo; el Obispo Arturo Vélez Martínez (Primer Obispo) y su escudo; san Agustín (padre de la Iglesia Latina); a la derecha: san Pío X, el escudo del Papa Juan XXIII, el busto del Papa, el escudo del Seminario Diocesano de Toluca y san Gregorio Magno.
Los vitrales existentes: santa Cecilia en el coro, la Última Cena, Pentecostés y la Oración.
Los emplomados del ábside y crucero: son decoración geométrica y favorecen el paso de la luz.

#### Triforium
Corre por encima de las naves laterales, destinado a albergar a más fieles en grandes ceremonias; la balaustrada, tiene ángeles que sirven de base a lámparas y existen arcos de medio punto; entre arco y arco hay medallones en bajo relieve. A la izquierda: San Judas Tadeo, San Pedro, San Santiago, San Andrés y San Bartolomé. A la derecha: san Pablo, San Felipe, Santo Tomás y San Simón, así como uno no identificado pero alusivo a un apóstol.

#### Cúpula
Sostenida por cuatro columnas de 29 metros y con doble tambor donde existen pilastras; la cúpula es de gajos y le corona una alargada linternilla; que en la sima tiene una estatua de San José con el Niño Jesús de seis metros, en bronce y obra del escultor Ernesto Tamariz.
El acceso a este lugar es muy reservado y sólo en ocasiones especiales es posible subir. Sobre las pechinas en vista a la cúpula, hay cuatro relieves de los ángeles; arcángeles Miguel, Rafael, Gabriel y Uriel (se distinguen por sus atributos).

#### Altar
Está en el centro del crucero y bajo la cúpula con una amplia plataforma construida de acuerdo a las normas litúrgicas y tiene reliquias de San Atanasio, Santo Tomás de Aquino y Santa Teresa del Niño Jesús; detrás de la cátedra preside un Cristo monumental. Los bordes del altar están recubiertos de madera; el ambón desde el que se proclama la Palabra de Dios, fue diseñado de acuerdo a los otros elementos arquitectónicos del espacio.

#### Ábside
Es la parte profunda de la catedral: ocho columnas con capiteles dóricos le separan de la girola; al centro una sencilla lápida alusiva a los restos de quien fuera el Primer Obispo de Toluca y constructor de la iglesia: Mons. Arturo Vélez Martínez (1904-1989). En la parte superior, existió un Cristo monumental del Sr. Juan Ramírez (ahora en la Capilla del Seminario) y desde 1969, una pintura de san José, Patrono de la Ciudad.
El uso que tendría este espacio, debido a las Reformas Litúrgicas, dejó de contemplarse. A la izquierda, la puerta a la Sacristía (lugar reservado) donde hay varios cuadros alusivos a los apóstoles y un Cristo que presidió la Catedral en construcción hasta 1978. Hay un pedestal de mármol negro donde se colocaron de acuerdo al tiempo litúrgico, imágenes de san José, del Señor Resucitado o de la Asunción de María.

#### Portada del Sagrario
A la derecha, la fachada de la Iglesia de san Elseario (originalmente así llamada) o de la Tercera Orden; la fachada es de 1727 en estilo barroco popular; tiene tres cuerpos; el interior con puerta de medio punto y a sus lados, columnas tritóstilas con motivos vegetales y a la izquierda, imagen de san Francisco y a la derecha, san Luis Rey; el segundo cuerpo con relieves vegetales, un óculo e imágenes de santa Clara y santa Isabel de Hungría; y el cuerpo superior rematado por una espadaña con dos esquilas y una imagen de la Asunción (así se llamaba el Convento).

#### Criptas
A la entrada de Catedral, a lado derecho, está el nuevo acceso a las criptas: preside la entrada una imagen del Buen Pastor y un poco más abajo un vitral del Señor Resucitado. Un primer espacio es el reservado a los obispos diocesanos (sólo uno está enterrado): Mons. Alfredo Torres Romero, el siguiente espacio a ambos lados, para restos mortales de sacerdotes y los otros, para fieles en general (actualmente todo está cubierto).

#### Capillas laterales
Son diez, a izquierda y derecha de la nave: tienen retablos barrocos (4) y neoclásicos (6). Siguen la secuencia descrita a continuación.

##### Capilla del Cristo Negro
Entrando; primero a la izquierda, con retablo neoclásico de madera; originalmente el Cristo estaba en el Nártex. Al lado del Santo Cristo, la imagen de la Dolorosa y san Juan. Actualmente completan esta capilla, tres confesionarios.

##### Capilla de San Isidro Labrador
Tiene un retablo barroco y la imagen de san Isidro es de madera estofada. Otras imágenes son de la Virgen María y de san José; una pintura representa la leyenda del Santo Labrador; también sobre repisas santa Ana y san Joaquín; a los lados un san Francisco de Asís y una Piedad, también.
San Isidro es patrono secundario de la Diócesis.

##### Capilla del Santísimo
Originalmente, fue la única capilla con reja, debido a que por años, fue la Sacristía de la Catedral en construcción; hubo un Divino Rostro que sustituyó a la Virgen de Guadalupe a quien se dedicó el espacio.
Hacia los años 1988-1990 se construyó a iniciativa del segundo obispo, Alfredo Torres Romero, el ciprés para dedicar la capilla al Santísimo Sacramento y exponerlo públicamente todos los días; se encuentra bajo ocho columnas con capiteles y al estilo neoclásico. La reja tiene la fecha de 1893 aunque no siempre estuvo aquí. A un lado se encuentra la Sagrada Escritura8.

##### Capilla de la Virgen del Perpetuo Socorro
Con retablo neoclásico de mármol que enmarca un lienzo de la Virgen; a los lados una imagen de Cristo prisionero y otro de la Virgen de la Paz. También otras imágenes.

##### Capilla del Sagrado Corazón
Un retablo neoclásico de mármol enmarca la imagen de Jesús bajo la Advocación del Sagrado Corazón; y otras imágenes veneradas. A la izquierda de la capilla, está el sagrado depósito de los óleos: Catecúmenos, Enfermos y Santo Crisma.

##### Capilla de la Santísima Trinidad
También conocida como capilla de la Divina Providencia; retablo barroco; hay un lienzo de San José y el Niño Jesús, así como cinco lienzos alusivos a las apariciones de la Virgen de Guadalupe. Hay otras imágenes aquí: frente a esta capilla está el nuevo acceso a las criptas de Catedral.

##### Capilla de San Francisco
Retablo barroco con algunas modificaciones; preside la imagen de san Francisco con un crucifijo en las manos; los lienzos corresponden a la vida de san Francisco y otros a la vida de santa Clara.
Hay a los lados, imágenes del beato Luis Flores, y de san Agustín.

##### Capilla de la Inmaculada Concepción
Retablo neoclásico que tiene una bella imagen de la Virgen; las imágenes de los laterales de la capilla corresponden a san Felipe de Jesús (protomártir en Japón), a santa Cecilia y el beato Bartolomé Laurel.

##### Capilla del Santo Cura de Ars
Retablo neoclásico de mármol y encima de la imagen el escudo del Primer Obispo de Toluca; otras imágenes son de san Pedro, san Judas Tadeo, san Pablo y una Cruz conmemorativa del quinto centenario del Encuentro de dos mundos: 1942.

##### Capilla de la Virgen de Guadalupe
Retablo neoclásico de mármol y preside un lienzo de la Virgen de Guadalupe. Hay otras imágenes como son: san Charbel y san Juan Diego.
Esta Santa Iglesia Catedral de Toluca de San José manifiesta la grandeza del Pueblo de Toluca de San José que tuvo identidad propia cuando en 1950 fue elevado a Diócesis.

##### Estado de la cubierta
En julio de 2013 se observó que casi todos los cuadros de piedra en los techos interiores de las bóvedas de cañón están agrietadas a la mitad.
Se recomienda llevar a cabo un estudio urgente por parte de un arquitecto perito para establecer las causas y las medidas necesarias para evitar que caigan estas grandes piedras sobre personas dentro del catedral.